# هلنا اسکودوسکا-سالای
هلنا اسکودوسکا-سالای (به لهستانی: Helena Skłodowska-Szalay) (۲۰ آوریل ۱۸۶۶، ورشو - ۶ فوریه ۱۹۶۱) از پدر و مادری لهستانی متولد شده. وی یک مدرس لهستانی، بازرس مدارس ورشو، فعال آموزشی و عضو کمیته انتخابات زنان حزب اتحاد میلی-میهنی بوده. او به‌خاطر خاطرات خواهر کوچک تر خود ، ماری کوری و مدرسه‌ای که برای دختران در ورشو تأسیس کرده‌است، شناخته می‌شود. 